# An Honest Man
An Honest Man is een Amerikaanse dramafilm uit 1918 onder regie van Frank Borzage.

## Verhaal
De zwerver Benny Boggs vindt onderdak op de boerderij van de oude Cushing. Hij moet het bed houden en vraagt Benny om een pakje met 50.000 dollar te bezorgen aan zijn dochter Ruby in de grote stad. Onderweg redt hij Beatrice Burnett van een belager en ze worden vrienden. Zij blijkt een vriendin te zijn van Ruby. Nadat Benny het pakje heeft afgeleverd, gaan Benny en Ruby samen terug naar de oude Cushing, die intussen genezen is. Benny meldt zich aan bij het leger en Ruby belooft om met hem te trouwen als hij terugkeert. 

## Rolverdeling
| Acteur          | Personage        |
| --------------- | ---------------- |
| William Desmond | Benny Boggs      |
| Mary Warren     | Beatrice Burnett |
| Ann Forrest     | Ruby Cushing     |
| Graham Pettie   | Vader Cushing    |